# William Saliba
William Alain André Gabriel Saliba (sinh ngày 24 tháng 3 năm 2001) là một cầu thủ bóng đá chuyên nghiệp người Pháp hiện đang thi đấu ở vị trí trung vệ cho câu lạc bộ Premier League Arsenal và đội tuyển bóng đá quốc gia Pháp. Nổi tiếng nhờ lối chơi giàu thể lực, tốc độ, khả năng xử lý bóng và khả năng đọc trận đấu tốt, anh được đánh giá là một trong những trung vệ xuất sắc nhất thế giới trong thế hệ của mình.

## Sự nghiệp câu lạc bộ

### Saint-Étienne
Saliba bắt đầu chơi bóng lúc lên 6 tuổi và được huấn luyện bới cha của cầu thủ bóng đá nổi tiếng Kylian Mbappé. Anh chuyển đến chơi cho câu lạc bộ Saint-Étienne vào năm 2016.. Saliba ký hợp đồng trở thành cầu thủ bóng đá chuyên nghiệp lần đầu tiên vào ngày 30 tháng 5 năm 2018. Khi ấy Saliba chỉ mới 17 tuổi. Anh có màn ra mắt đầu tiên cho câu lạc bộ Saint-Étienne là vào ngày 25 tháng 9 năm 2018 trong trận đấu với câu lạc bộ Toulouse tại giải Ligue 1, trận đấu đó Saint-Étienne dành chiến thắng 3-2. Anh đã có 13 lần ra sân trong mùa giải đầu tiên tại Saint-Étienne.

### Arsenal
Vào ngày 25 tháng 7 năm 2019, Arsenal thông báo rằng Saliba đã ký hợp đồng "dài hạn" với câu lạc bộ và sẽ gia nhập đội bóng sau khi ở lại Saint-Étienne dưới dạng cho mượn trong mùa giải 2019–20. Truyền thông đưa tin thời hạn hợp đồng là 5 năm và phí chuyển nhượng trả cho Saint-Étienne lên tới 27 triệu bảng. Arsenal vấp phải sự cạnh tranh từ đối thủ Tottenham Hotspur để hoàn tất thương vụ này, cả hai câu lạc bộ đều đáp ứng mức định giá của Saint-Étienne, tuy nhiên, Saliba đã chọn gia nhập Arsenal vì câu lạc bộ này đã dành sự chú ý với Saliba từ mùa thu năm 2018.
Saliba tái gia nhập Saint-Étienne dưới dạng cho mượn vào đầu mùa giải Ligue 1 2019 - 2020, như một phần trong hợp dồng chuyển nhượng với Arsenal. Vào ngày 15 tháng 7 năm 2020, nó đã được xác nhận bởi quản lý Claude Puel rằng Saliba sẽ bỏ lỡ trận chung kết Coupe de France vào ngày 24 tháng 7 và kết thúc hợp đồng cho mượn tại Saint-Étienne.
Khi trở lại Arsenal, Saliba được mang áo số 4. Vào ngày 2 tháng 8 năm 2020,Anh có ra sân lần đầu tiên cho Arsenal trong trận giao hữu tiền mùa giải trước MK Dons.

#### Nice (Cho mượn)
Vào ngày 4 tháng 1 năm 2021, Saliba gia nhập câu lạc bộ Ligue 1 Nice theo dạng cho mượn đến hết mùa 2020-2021. Vào ngày 6 tháng 1 năm 2021, anh có trận đấu đầu tiên trong thất 0-2 của Nice trước Brest tại Ligue 1.

#### Marseille (Cho mượn)
Tháng 7 năm 2021,Saliba tiếp tục được cho mượn đến Marseille theo thỏa thuận có thời hạn 1 năm.Anh có trận ra mắt thi đấu cho câu lạc bộ khi đá chính trong chiến thắng 3−2 trên sân khách trước Montpellier vào ngày 8 tháng 8 năm 2021.Trong màu áo Marseille,anh ra sân tổng cộng 52 trận giúp câu lạc bộ lọt bào bán kết UEFA Conference League đồng thời giúp câu lạc bộ có 1 suất tham dự UEFA Champions League.Anh cũng được trao giải cầu thủ trẻ xuất sắc nhất nất mùa và có tên trong đội hình tiêu biểu của Ligue 1

#### Trở lại Arsenal
Mùa giải 2022-23,anh trở lại Arsenal và được trao chiếc áo số 12.Ngày 8 tháng 5 năm 2022,anh có màn ra mắt cho Arsenal và Premier League trong chiến thắng 2-0 trước Crystal Palace F.C. Anh có bàn thắng đầu tiên trong chiến thắng 3-0 của Arsenal trước A.F.C. Bournemouth,bàn thắng này sau đó cũng được bầu chọn là bàn thắng đẹp nhất tháng 8 của câu lạc bộ.
Vào ngày 7 tháng 7 năm 2023, Saliba ký hợp đồng dài hạn mới với câu lạc bộ có thời hạn đến năm 2028,anh được trao chiếc áo số 2.

## Đời tư
Saliba sinh ra tại Bondy, Seine-Saint-Denis. Anh ấy là người gốc Cameroon.

## Danh hiệu

### Câu lạc bộ

#### Arsenal
- FA Community Shield: 2020, 2023